# Chaîne (forçats)
Pour l’article homonyme, voir La Chaîne.
La chaîne est le convoi des forçats attachés par un lien métallique à une même chaîne, qui partent à pied pour le bagne ou les galères.

## Histoire de la "chaîne"
Pratique très ancienne, la chaine des forçats est mise en place au XIVe siècle. C'est une spécialité française dans son histoire carcérale et judiciaire. La « chaîne » fut organisée méthodiquement à partir de Colbert, qui en fit un instrument destiné à satisfaire les besoins en hommes de la Marine royale. De longs cortèges de forçats se dirigent vers les bagnes des ports (Brest, Toulon, Rochefort, etc.), transformant le voyage en un long chemin de croix, sous les quolibets de la foule des curieux ivres de joie et emplis de terreur à la fois (Sylvain Rappaport dans son livre La Chaîne des forçats (1792-1836) parle d'une « pédagogie de l'effroi »). Les humiliations et les violences subies tout au long du chemin sont aussi destinées à commencer la rédemption du pécheur qu'est le condamné. Le profil du forçat est multiple, il peut être un voleur, des militaires qui ont commis un acte d'insubordination, ou alors de grands criminels.
Les prisonniers étaient attachés par un collier de fer et groupés en « cordons » de 24 à 26 hommes ; ils faisaient le trajet à pied, en charrette ou encore en bateau (sur le Rhône). Ils étaient accompagnés d’un officier de santé et escortés par une vingtaine de gardes dénommés « argousins ». Vers la fin du XVIIIe siècle, un rapport présente les gardes de la chaîne comme des « gens de toute espèce qu’ils (les conducteurs de chaînes) ramassent dans Paris ». Il est probable que les gardes soutirent toujours de l’argent aux condamnés ou trafiquent avec eux. À Bicêtre (lieu de départ des condamnés parisiens) même, on voit que les policiers font parfois main basse sur les objets de quelque valeur appartenant aux forçats.
« Le convoi grossissait au fur et à mesure de ses étapes, jusqu’à atteindre 300 à 400 forçats, voire jusqu’à 600 dans la période la plus intensément répressive, c’est-à-dire de la fin de la Révolution aux premières années de la Restauration. »
Cette pratique fut un bref moment interdite au début de la Révolution française avant de reprendre dès 1792, pour cesser définitivement en 1836, les condamnés étant après cette date acheminés en voitures cellulaires fermées à l'abri des regards.
Les convois de forçats étaient uniquement des convois d'hommes, les femmes en étant exclues.
Pour Fabien Jobard, la chaîne était bien le spectacle public de la condamnation et de l'infamie, « mais la foule, avide de ces cérémonies, se les appropriait, jusqu'à en retourner le sens. Voilà qu'elle célébrait les condamnés, conspuait les juges, appelait au renversement des valeurs ». Qualifiée par Michel Foucault de saturnales du châtiment, les chaînes de forçats en venaient à menacer l'ordre public.

## Exemple: la "chaîne" partie de Paris pour Brest le29 mai 1793
Particulièrement nombreuse (107 forçats au départ, le convoi faisant son plein de condamnés supplémentaires le long du parcours, 24 gardes, un brigadier, 4 gendarmes) car les prisons regorgent alors de condamnés au bagne ou aux galères, cette "chaîne de Brest" quitte Paris le 29 mai 1793, parvient à Alençon début juin : à Pré-en-Pail, trois forçats s'échappent dans la nuit du 4 au 5 juin 1793 ; la "chaîne" est à Laval le 7 juin. Parvenus « au bourg de Broons-sur-Vilaine, les condamnés se soulèvent à nouveau. Couchés sur le carreau de la halle, ils exigent que le chef de la chaîne leur fournisse à chacun une botte de foin. Le conducteur se résigne, se procure le foin, mais le tumulte a permis à une quarantaine de forçats de couper leurs fers, au moyen de couteaux dentelés et de limes qui leur avaient été glissés. Il faut faire appel à la Garde nationale ». À Lamballe, le 16 juin 1793, enfermés dans l'ancienne église des Augustins, les forçats tentent à nouveau de se mutiner. Finalement la chaîne, forte de 330 hommes en tout, parvient à Brest le 21 juin 1793 ayant perdu vingt évadés et sept morts, « les uns de fièvre putride et les autres de dysenterie ».

## Témoignage
Le passage de la chaîne faisait une vive impression sur la population. Dans son livre "De Paris à Cayenne", Charles Delescluze, qui a été pendant son enfance et sa jeunesse témoin du passage de la chaîne dans sa ville natale de Dreux raconte l'impression profonde qu'elle lui a faite : "Je voyais reparaître dans mes souvenirs ces immenses charrettes sur chacune desquelles étaient assis une double rangée d'hommes déguenillés, aux traits flétris ou sinistres, dont les jambes captives pendaient le long des ridelles et qu'une longue chaîne correspondant par des anneaux à leurs bras et à leur cou maintenait immobiles ; je voyais les figures encore plus hideuses des argousins, dont les uns servaient d'escorte, pendant que les autres, debout sur les voitures, promenaient capricieusement leur pesant gourdin sur les têtes rasées et les épaules souvent nues des misérables confiés à leur surveillance. J'entendais retentir à mes oreilles les cris sauvages que provoquaient ces brutalités, les hurlements de rage ou de défi qui les accueillaient, ainsi que les horribles querelles qui s'élevaient à la suite dans le hideux troupeau."

## Pratique internationale
Cette pratique n'existait pas qu'en France, mais aussi dans la plupart des pays. Léon Tolstoï la décrit ainsi en Russie : « Quand nous traversâmes la salle, Saint-Jérome me tenant le bras, Catherine, Lioubotchka et Volodia me regardèrent exactement du même air dont nous regardions la chaîne des forçats, qui passait tous les lundis sous nos fenêtres ».
Au XXe siècle des pratiques analogues ont encore existé dans de nombreux pays soumis à des régimes politiques dictatoriaux.

## Postérité
Les menottes sont selon le professeur Fabien Jobard les héritières de la chaîne des forçats. Elles fonctionnent comme une double atteinte à l'individu : « elles sont aussi une technique qui enjoint celui qui les porte à se penser non pas seulement en infraction à la norme pénale, mais également en rupture avec la norme biologique. Leurs effets de stigmatisation et de dégradation se mêlent au poids de la honte de se sentir dans un corps anormal ».